# Elecciones a la Asamblea Nacional Constituyente de Portugal de 1911
Las elecciones a la Asamblea Nacional Constituyente de 1911 se llevaron a cabo en Portugal el 28 de mayo de 1911, a raíz de la Revolución del 5 de octubre de 1910, llevada a cabo con el fin de proclamar la República en Portugal. El resultado fue una victoria aplastante para el Partido Republicano Portugués, que obtuvo 229 de los 234 escaños. De los 5 escaños restantes, 2 fueron para el Partido Socialista Portugués y 3 para candidatos independientes.

## Sistema electoral
Para esta elección, el país estaba dividido en 51 distritos electorales en Portugal continental, Azores y Madeira, y 11 distritos electorales en las colonias portuguesas. El distrito electoral de Lisboa elegía 20 diputados, divididos en dos circunscripciones de 10 representantes, utilizando la representación proporcional y el método d'Hondt, mientras Oporto tenía una sola circunscripción que elegía 10 diputados utilizando el mismo sistema. Los escaños restantes eran elegidos por los otros 48 distritos electorales con 4 miembros cada uno, a excepción de los distritos azorianos de Angra do Heroísmo y Horta que elegían 3 representantes respectivamente. Cada colonia elegía 1 diputado.
Los requisitos de propiedad para los votantes fueron abolidos y el sufragio se extendió a todos los varones mayores de 21 años que supiesen leer y escribir o que fuesen "jefes de sus familias". A los soldados, que previamente habían sido excluidos de votar, también les fue concedido el derecho de voto.
Las personas en bancarrota y los "vagabundos" también fueron excluidos de las listas electorales, al igual que las mujeres y todos los otros hombres analfabetos y que no fuesen "jefes de familia". El registro electoral era facultativo. Así, de una población total de 5 969 056 de personas en Portugal continental, Azores y Madeira, sólo 846 801 se registraron, y apenas 250 000 votaron en 26 circunscripciones electorales.
Los candidatos a las elecciones tenían que saber leer y escribir, y no podían ser candidatos a más de un asiento. Las listas de los partidos tenían que obtener un determinado número de firmas en cada circunscripción (100 en Lisboa y Oporto y 25 en otras circunscripciones) para que pudiesen participar en la elección.
De los 220 diputados que supuestamente deberían ser elegidos en Portugal continental, las Azores y Madeira, 91 fueron nombrados, porque de acuerdo con el decreto de 14 de marzo, se consideró innecesaria la realización de las elecciones en los círculos donde no había candidatos de la oposición; aunque este fue el caso en Lisboa, la votación se llevó a cabo en la ciudad no obstante, a pesar de las protestas desencadenadas.

## Resultados
| Partido                              | Asamblea Nacional Constituyente | Asamblea Nacional Constituyente                 | Asamblea Nacional Constituyente | Asamblea Nacional Constituyente | Asamblea Nacional Constituyente |
| Partido                              | Votos                           | %                                               | Escaños                         | +/–                             | Fuentes                         |
| ------------------------------------ | ------------------------------- | ----------------------------------------------- | ------------------------------- | ------------------------------- | ------------------------------- |
| Partido Republicano Portugués        |                                 |                                                 | 229                             | -                               | [ 13 ]                          |
| Partido Socialista Portugués         |                                 |                                                 | 2                               | -                               | [ 13 ]                          |
| Independientes                       |                                 |                                                 | 3                               | -                               | [ 13 ]                          |
| Votos invalidos o en blanco          |                                 |                                                 | -                               | -                               |                                 |
| Total                                |                                 |                                                 | 234                             | -                               | [ 13 ]                          |
| Votantes registrados / participación | 250.000                         | 29,5% (250.000 / 846.801 electores registrados) |                                 |                                 | [ 13 ]                          |

## Desenlace legal
La Asamblea Constituyente elaboró posteriormente la Constitución de 1911, que preveía un Estado republicano y laico, así como la formación de un parlamento bicameral (con una Cámara de Diputados y un Senado) y un Presidente de la República elegido a través del voto de dos tercios de los miembros del Parlamento.
La vigencia de la Constitución de 1911 fue interrumpida temporalmente entre 27 de diciembre de 1917 y 15 de diciembre de 1918, durante el período del sistema presidencialista de Sidónio Pais. Se mantuvo en vigor hasta 28 de mayo de 1926, fecha del golpe de Estado que estableció una dictadura militar derechista en Portugal.